# رسوم يوم التحرير
رسوم يوم التحرير هي سلسلة من الرسوم الجمركية التي فرضتها الولايات المتحدة على العديد من الدول والأقاليم الأخرى. دخلت الرسوم حيز التنفيذ في 2 أبريل 2025، عندما وقّع الرئيس الأمريكي دونالد ترامب أمرًا تنفيذيًا بعنوان "تنظيم الواردات برسوم متبادلة لتصحيح الممارسات التجارية التي تساهم في العجوزات التجارية السنوية الكبيرة والمستمرة للسلع في الولايات المتحدة". تُفرض الرسوم حاليًا على جميع الدول والأقاليم التي تفرض أي رسوم على الولايات المتحدة، مع رسوم "متبادلة" لا تقل عن 10%.

## ردود الفعل

### كندا
صرح رئيس الوزراء مارك كارني، ردًا على الرسوم الجمركية، قائلاً: "هذه مأساة. إنها أيضًا الواقع الجديد. يجب أن نرد بقصد وقوة. نحن دولة حرة وذات سيادة وطموحة"، واعدًا لاحقًا بفرض رسوم بنسبة 25% على جميع السيارات المستوردة من الولايات المتحدة.

### الصين
ردًا على رسوم يوم التحرير، قال جو جياكون، المتحدث باسم وزارة الخارجية الصينية: "[الرسوم] تنتهك بشكل خطير قواعد منظمة التجارة العالمية، وتقوض النظام التجاري المتعدد الأطراف القائم على القواعد. الصين ترفض هذا بشدة وستفعل ما هو ضروري للدفاع عن حقوقنا ومصالحنا المشروعة."

### إيطاليا
صرحت رئيسة الوزراء جورجيا ميلوني قائلة: "نحتاج إلى فتح نقاش صريح حول هذا الأمر مع الأمريكيين، بهدف—من وجهة نظري على الأقل—إزالة الرسوم الجمركية، وليس مضاعفتها."

## التأثير
في أقل من يوم واحد بعد توقيع رسوم يوم التحرير، انخفض مؤشر داو جونز بمقدار 1600 نقطة، مع هبوط ناسداك وS&P 500 بنسبة 6% و4.8% على التوالي.